# Harry Chauvel

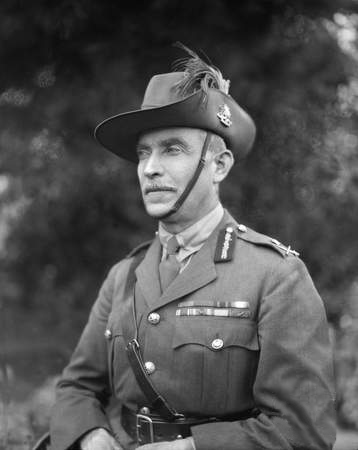
Sir Harry Chauvel (1923)

Sir Henry George (Harry) Chauvel GCMG KCB (* 16. April 1865 in Tabulam, New South Wales; † 4. März 1945 in Melbourne) war ein australischer General.

## Leben
Chauvel arbeitete nach dem Besuch der Schule in Sydney und Toowoomba auf der Rinderfarm seines Vaters am Clarence River. Im Verlauf des Volunteer Movement stellte dieser 1885 eine eigene Einheit, die Upper Clarence Light Horse auf, in die Chauvel 1886 eintrat. Er wurde 1890 Mitglied der Queensland Mounted Infantry und 1896 Captain der Queensland Permanent Military Forces.
Als Kommandant einer Eskadron der Queensland Mounted Infantry nahm er am südafrikanischen Burenkrieg teil. Nach seiner Rückkehr 1901 übernahm er das Kommando der 7th Commonwealth Light Horse im Rang eines Lieutenant-Colonel. Für seine Verdienste in Südafrika wurde er Mentioned in Despatches und als Companion in den Order of St. Michael and St. George aufgenommen.
In den Folgejahren widmete sich Chauvel der Offiziersausbildung und gehörte neben William Bridges und Brudenell White zu der Gruppe um Major-General Edward Hutton, den ersten Kommandeur und Organisator der australischen Armee. 1911 wurde er Generaladjutant und Mitglied des Military Board und trug Verantwortung bei der Einführung der Wehrpflicht und der Gründung des Royal Military College in Duntroon.
1914 wurde Chauvel als Vertreter Australiens beim Imperial General Staff nach London entsandt. 1915 nahm er als Kommandeur der 1st Light Horse Brigade an der Schlacht von Gallipoli teil und wurde im selben Jahr zum Brigadier-General und zum Major-General befördert. Im März 1916 wurde er Kommandeur der neugegründeten ANZAC Mounted Division in Ägypten und nahm unter dem Oberbefehl von General Murray an der Schlacht von Romani (3.–5. August) teil.
1917 wurde er zum Lieutenant-General befördert und übernahm nach der Ankunft des neuen Oberbefehlshabers General Allenby im Juni 1917 das Desert Mounted Corps, das er in der Schlacht von Beerscheba (31. Oktober 1917) und in der dritten Schlacht um Gaza (Anfang November) gegen türkische und deutsche Truppen führte.
1919 kehrte Chauvel nach Australien zurück, wo er den Posten des Generalinspekteurs der Armee bis 1930 innehatte. 1929 wurde er als erster Australier zum General befördert. 1930 ging er in den Ruhestand. Während des Zweiten Weltkrieges übernahm er den Posten des Generalinspekteurs des Volunteer Defence Corps.
Die australische Kinderbuchautorin Elyne Mitchell (1913–2002) ist Chauvels Tochter, der Drehbuchautor, Filmregisseur und -Produzent Charles Chauvel sein Neffe.